# San Pedro, San Diego de la Unión
San Pedro är en ort i Mexiko.   Den ligger i kommunen San Diego de la Unión och delstaten Guanajuato, i den centrala delen av landet, 290 km nordväst om huvudstaden Mexico City. San Pedro ligger 2 058 meter över havet och antalet invånare är 105.
Terrängen runt San Pedro är kuperad åt nordost, men åt sydväst är den platt. Runt San Pedro är det ganska glesbefolkat, med 22 invånare per kvadratkilometer. Närmaste större samhälle är San Diego de la Unión, 16,7 km sydväst om San Pedro. Omgivningarna runt San Pedro är i huvudsak ett öppet busklandskap.